# Sulfonamid
Sulfonamider är en grupp av kemiska föreningar med antibiotisk funktion som hämmar bakteriers syntes av folsyra. Folsyra är en essentiell vitamin som bakterier inte kan ta upp från omgivningen (vilket eukaryoter kan). Sulfonamider hämmar enzymet dihydropteroatsyntas som behövs för att tillverka folsyra. Detta enzym finns inte hos människor och antibiotikumet är därför selektivt för bakterier. 
Sulfonamiderna är syntetiska och verkar genom att härma p-aminobenzoat, och konkurrera ut det från dihydropteroatsyntas. Den sulfonamiden som används idag heter sulfametoxazol och används i kombination med trimetoprim. Eftersom båda verkar på folsyrasyntesen har de en synergetisk verkan. Detta innebär att de tillsammans har en mycket större effekt än var för sig. Tillsammans är de baktericida, medan de är bakteriostatiska om de används var för sig. De används främst för att behandla urinvägsinfektioner, men även Pneumocystis carinii-infektioner hos AIDS-patienter .

## Historia
Sulfonamiderna upptäcktes på 1930-talet i Tyskland av Gerhard Domagk vid Bayers laboratorier och var det första antibiotikumet. Den första versionen, Prontosil, offentliggjordes 1935, och behövde metaboliseras i levern för att vara verksam. Detta gjorde att den inte hade någon effekt alls utanför kroppen. 
Eftersom sulfonamidmolekylen var en gammal substans, som hade använts som färg sedan början av 1900-talet, hade patentet löpt ut och en mängd företag började producera olika derivat. Detta ledde bland annat till Elixir Sulfanilamide-katastrofen i USA, där åtminstone 100 människor blev förgiftade av den dietylenglykol som preparatet var löst i. Detta skyndade på den första riktiga medicinsäkerhetslagen i landet.
Sulfonamiderna revolutionerade infektionsbehandlingen och var det enda antibiotikum som var tillgängligt tills penicillinet kom.

## Kemi

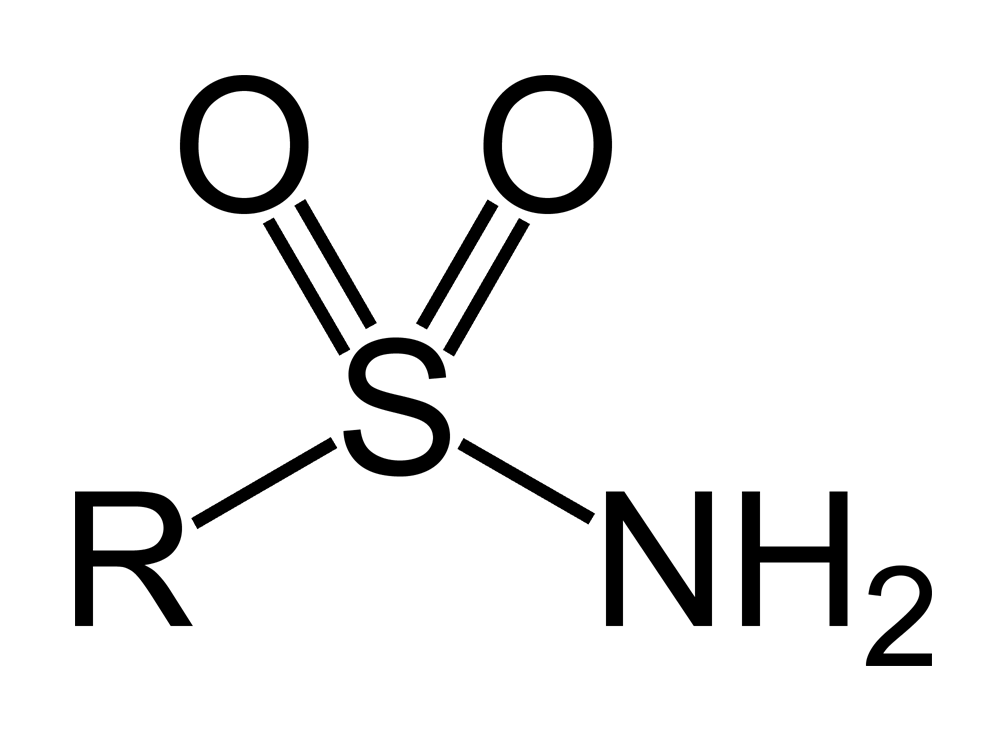
Sulfonamidgruppens struktur.

Sulfonamid är även namnet på den funktionella grupp som har gett läkemedlen dess namn. De har den generella formeln RSO2NH2, där R är en organisk grupp. Kvävets väten kan även vara substituerade mot andra R-grupper. Om inget väte är substituerat talar man om primära sulfonamider. När ett eller bägge är substituerade talar man om sekundära, respektive tertiära sulfonamider. De kan framställas genom reaktion mellan en sulfonylklorid och ammoniak eller en amin. De primära och sekundära sulfonamidernas väten är sura, bensensulfonamids pKa är 16,1.